# Codice ATC N05
Il codice ATC N05 "Psicolettici" è un sottogruppo terapeutico del sistema di classificazione Anatomico Terapeutico e Chimico, un sistema di codici alfanumerici sviluppato dall'OMS per la classificazione dei farmaci e altri prodotti medici. Il sottogruppo N05 fa parte del gruppo anatomico N dei disturbi del Sistema nervoso.
Codici per uso veterinario (codici ATCvet) possono essere creati ponendo la lettera Q di fronte al codice ATC umano: QN05 ... I codici ATCvet senza corrispondente codice ATC umano sono riportati nella lista seguente con la Q iniziale.
Numeri nazionali della classificazione ATC possono includere codici aggiuntivi non presenti in questa lista, che segue la versione OMS.

## N05A Antipsicotici

### N05AA Fenotiazine con catena laterale alifatica
N05AA01 Clorpromazina
N05AA02 Levomepromazina
N05AA03 Promazina
N05AA04 Acepromazina
N05AA05 Triflupromazina
N05AA06 Ciamemazina
N05AA07 Clorproetazina

### N05AB Fenotiazine con struttura piperazinica
N05AB01 Dixirazina
N05AB02 Flufenazina
N05AB03 Perfenazina
N05AB04 ProClorperazina
N05AB05 Tiopropazato
N05AB06 Trifluoperazina
N05AB07 Acetofenazina
N05AB08 Tioproperazina
N05AB09 Butaperazina
N05AB10 Perazina

### N05AC Fenotiazine con struttura piperidinica
N05AC01 Periciazina
N05AC02 Tioridazina
N05AC03 Mesoridazina
N05AC04 Pipotiazina

### N05AD Derivati del butirrofenone
N05AD01 Aloperidolo
N05AD02 Trifluperidolo
N05AD03 Melperone
N05AD04 Moperone
N05AD05 Pipamperone
N05AD06 Bromperidolo
N05AD07 Benperidolo
N05AD08 Droperidolo
N05AD09 Fluanisone
QN05AD90 Azaperone

### N05AE  Derivati dell'indolo
N05AE01 Ossipertina
N05AE02 Molindone
N05AE03 Sertindolo
N05AE04 Ziprasidone
N05AE05 Lurasidone

### N05AF Derivati del tioxantene
N05AF01 Flupentixolo
N05AF02 Clopentixolo
N05AF03 Clorprotixene
N05AF04 Tiotixene
N05AF05 Zuclopentixolo

### N05AG Derivati della difenilbutilpiperidina
N05AG01 Fluspirilene
N05AG02 Pimozide
N05AG03 Penfluridolo

### N05AH Diazepine, oxazepine, tiazepine e ossepine
N05AH01 Loxapina
N05AH02 Clozapina
N05AH03 Olanzapina
N05AH04 Quetiapina
N05AH05 Asenapina
N05AH06 Clotiapina

### N05AL Benzammidi
N05AL01 Sulpiride
N05AL02 Sultopride
N05AL03 Tiapride
N05AL04 Remoxipride
N05AL05 Amisulpride
N05AL06 Veralipride
N05AL07 Levosulpiride

### N05AN Litio
N05AN01 Litio

### N05AX Altri antipsicotici
N05AX07 Protipendil
N05AX08 Risperidone
N05AX10 Mosapramina
N05AX11 Zotepina
N05AX12 Aripiprazolo
N05AX13 Paliperidone
N05AX14 Iloperidone
N05AX15 Cariprazina
QN05AX90 Amperozide

## N05B Ansiolitici

### N05BA Derivati delle benzodiazepine
N05BA01 Diazepam
N05BA02 Clordiazepossido
N05BA03 Medazepam
N05BA04 Oxazepam
N05BA05 Potassio clorazepato
N05BA06 Lorazepam
N05BA07 Adinazolam
N05BA08 Bromazepam
N05BA09 Clobazam
N05BA10 Ketazolam
N05BA11 Prazepam
N05BA12 Alprazolam
N05BA13 Alazepam
N05BA14 Pinazepam
N05BA15 Camazepam
N05BA16 Nordazepam
N05BA17 Fludiazepam
N05BA18 Etil loflazepato
N05BA19 Etizolam
N05BA21 Clotiazepam
N05BA22 Cloxazolam
N05BA23 Tofisopam
N05BA56 Lorazepam, combinazioni

### N05BB Derivati del difenilmetano
N05BB01 Idrossizina
N05BB02 Captodiame
N05BB51 Idrossizina, combinazioni

### N05BC Carbammati
N05BC01 Meprobamato
N05BC03 Emilcamato
N05BC04 Mebutamato
N05BC51 Meprobamato, combinazioni

### N05BD Derivati del dibenzo-biciclo-octadiene
N05BD01 Benzoctamina

### N05BE Derivati del azaspirodecanodione
N05BE01 Buspirone

### N05BX Altri ansiolitici
N05BX01 Mefenossalone
N05BX02 Gedocarnil
N05BX03 Etifossina
N05BX04 Fabomotizolo

## N05C Ipnotici e sedativi

### N05CA Barbiturici, semplici
N05CA01 Pentobarbital
N05CA02 Amobarbital
N05CA03 Butobarbital
N05CA04 Barbital
N05CA05 Aprobarbital
N05CA06 Secobarbital
N05CA07 Talbutal
N05CA08 Vinilbital
N05CA09 Vinbarbital
N05CA10 Ciclobarbital
N05CA11 Eptabarbital
N05CA12 Reposal
N05CA15 Metoesital
N05CA16 Esobarbital
N05CA19 Tiopental
N05CA20 Etallobarbital
N05CA21 Allobarbital
N05CA22 Proxibarbal

### N05CB Barbiturici, combinazioni
N05CB01 Combinazioni di barbiturici
N05CB02 Barbiturici in combinazione con altre droghe

### N05CC Aldeidi e derivati
N05CC01 Idrato di cloralio
N05CC02 Cloralodol
N05CC03 Acetilglicinamide e idrato di cloralio
N05CC04 Dicloralfenazone
N05CC05 Paraldeide

### N05CD Derivati delle benzodiazepine
N05CD01 Flurazepam
N05CD02 Nitrazepam
N05CD03 Flunitrazepam
N05CD04 Estazolam
N05CD05 Triazolam
N05CD06 Lormetazepam
N05CD07 Temazepam
N05CD08 Midazolam
N05CD09 Brotizolam
N05CD10 Quazepam
N05CD11 Loprazolam
N05CD12 Doxefazepam
N05CD13 Cinolazepam
QN05CD90 Climazolam

### N05CE Derivati del piperidindione
N05CE01 Glutetimide
N05CE02 Metiprilone
N05CE03 Piritildione

### N05CF Farmaci correlati alle benzodiazepine
N05CF01 Zopiclone
N05CF02 Zolpidem
N05CF03 Zaleplon
N05CF04 Eszopiclone

### N05CH Agonisti dei recettori della melatonina
N05CH01 Melatonina
N05CH02 Ramelteon

### N05CM Altri ipnotici e sedativi
N05CM01 Metaqualone
N05CM02 Clometiazolo
N05CM03 Bromisoval
N05CM04 Carbromal
N05CM05 Scopolamina
N05CM06 Propiomazina
N05CM07 Tricoflos
N05CM08 Etclorvinolo
N05CM09 Radice di valeriana
N05CM10 Essapropimato
N05CM11 Bromuro
N05CM12 Apronal
N05CM13 Valnoctamide
N05CM15 Metilpentinolo
N05CM16 Niaprazina
N05CM18 Dexmedetomidina
QN05CM90 Detomidina
QN05CM91 Medetomidina
QN05CM92 Xilazina
QN05CM93 Romifidina
QN05CM94 Metomidato

### N05CX Ipnotici e sedativi in combinazione, esclusi barbiturici
N05CX01 Meprobamato, combinazioni
N05CX02 Metaqualone, combinazioni
N05CX03 Metilpentinolo, combinazioni
N05CX04 Clometiazolo, combinazioni
N05CX05 Emepronio, combinazioni
N05CX06 Dipiperonilaminoetanolo, combinazioni